# AEG Bo Bo 44t 368 kW
Die elektrischen Tagebaulokomotiven AEG Bo Bo 44t 368 kW wurden von 1915 bis 1928 bei AEG in 55 Exemplaren gefertigt. Die Lokomotiven wurden für verschiedene Tagebaue für das Spannungssystem von 1200 V verwendet. Betrieben wurden die Lokomotiven bis Mitte der 1960er Jahre und dann ausgemustert und verschrottet.

## Geschichte

### Grube Golpa / Helmstedter Braunkohlerevier
Bei der Grube Golpa der Elektrowerke AG wurde als erster Besteller der Lokomotiven von Anfang an das Spannungssystem von 1000 V verwendet, während anderswo noch das Spannungssysten von 600 V Gleichspannung für die bisher eher kürzeren Förderbahnen üblich war. Die Grube Golpa beschaffte insgesamt von 1915 bis 1928 21 Lokomotiven, 1915 bis 1916 die Fabriknummern 1850 bis 1856 (bezeichnet als 1–7), 1919 die Fabriknummern 1984–1985, 1920 die Fabriknummern 2068–2076, 1923 die Fabriknummern 2731–2732 (bezeichnet als 9–10), 1924 die Fabriknummern 2896–2897 und 1928 die Fabriknummern 4146-4148 und 4153 (bezeichnet als 25–28). Die Lokomotiven beförderten in der Grube Golpa Kohlezüge und bis zur Betriebsaufnahme der Abraumförderbrücke auch den gesamten Abraumbetrieb, danach hauptsächlich den Kohlefahrbetrieb.
1930 erhielten die Braunschweiger Kohlebahnen aus Golpa fünf Lokomotiven. Sie besaßen die Fabriknummern 2071–2075 und wurden als BKB 26–30 bezeichnet. Bei den BKB wurden bis zum Zweiten Weltkrieg sowohl Kohlen- als auch Abraumtransporte durchgeführt.

### Kohlebahnen im Raum Senftenberg
Die Lokomotiven im Raum Senftenberg wurden von der Ilse Bergbau AG (Tagebau Ilse-Ost) und der Eintracht Braunkohlenwerke und Brikettfabriken AG von Joseph Werminghoff für die Gruben um Neupetershain und Knappenrode beschafft. Die Lokomotiven waren für die längeren Kohleverbindungsbahnen besser geeignet wie die Strecke Welzow–Knappenrode oder Strecke Knappenrode–Zeißholz, die ab 1934 ihren Betrieb aufnahmen. Für die knapp 15 km langen Strecken war Betrieb mit einer Zwischeneinspeisung bei damals 1000 V mit einem vertretbaren Spannungsabfall effektiver zu betreiben, zumal keine höheren Steigungen zu überwinden waren. Für längere Steigungsstrecken wie bei den Grubenausfahrten gab es stärkere Lokomotiven. Für den Transport auf mit 600 V elektrifizierten Einrichtungen musste mit halber Kraft gefahren werden.

### Nachkriegsgeschichte

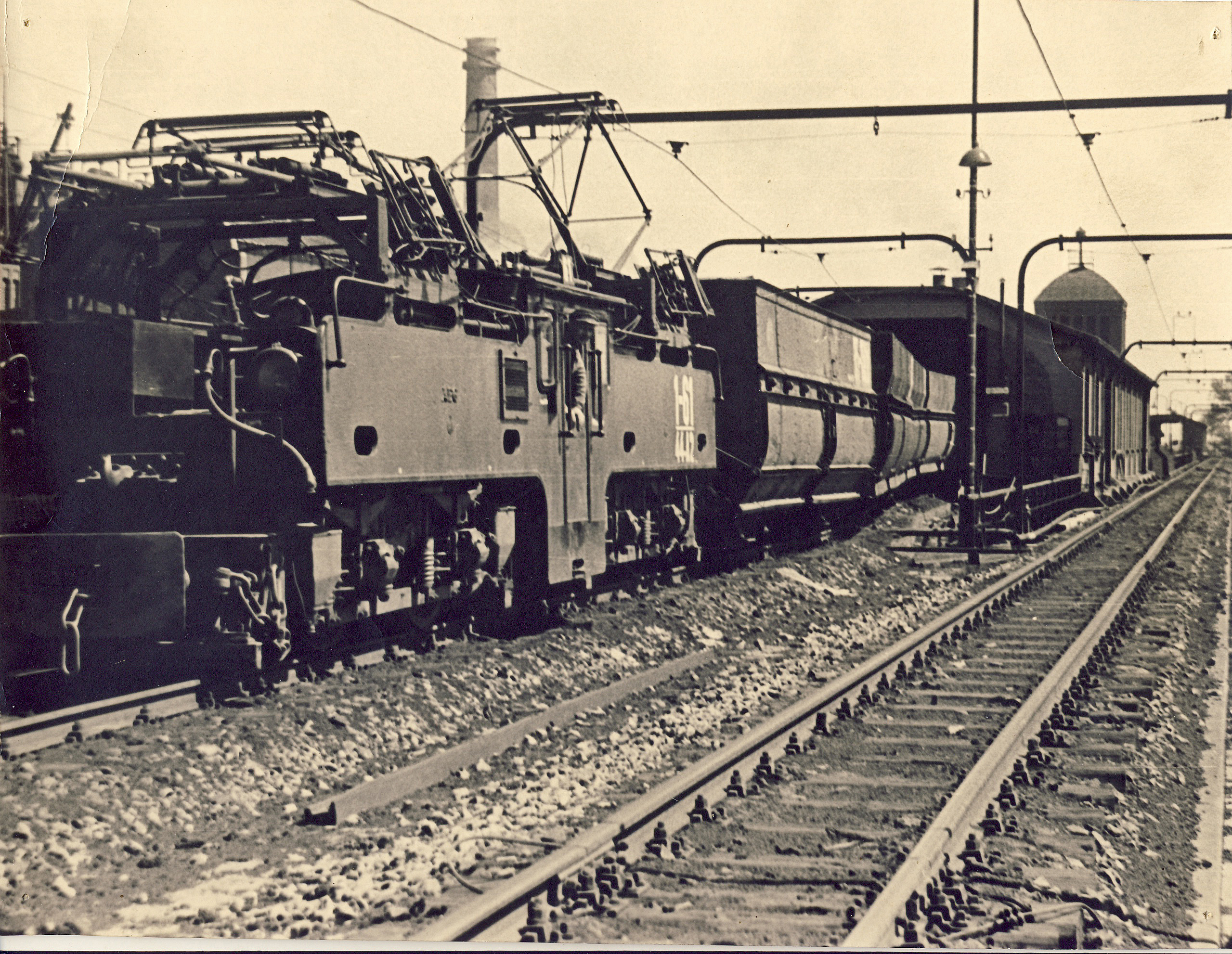
44t AEG-Lok für 1200 V Anfang der 1960er Jahre auf dem Bunker der ehemaligen Brikettfabrik Brieske/Aufnahme: Peter Pohle, damals Lokführer in Senftenberg

Aus den Vorkriegsbeständen der Grube Golpa sind in den Nachkriegsbeständen vom Tagebau Golpa-Nord und Tagebau Bergwitz folgende 9 Lokomotiven bekannt, die folgendermaßen zugeordnet waren:
 Im Tagebau Bergwitz waren eingesetzt die Lokomotiven

- AEG 1851, DDR-Bergbaubezeichnung 1-33/44-A2
- AEG 1853, DDR-Bergbaubezeichnung 1-35/44-A2
- AEG 1854, DDR-Bergbaubezeichnung 1-36/44-A2
- AEG 1855, DDR-Bergbaubezeichnung 1-39/44-A2.[4]

Im Kohlebetrieb des Tagebaues Golpa-Nord wurde die Lok AEG 2896, DDR-Bergbaubezeichnungssystem 1-120/44-A2 eingesetzt.

Im Abraumbetrieb beim Tagebau Golpa-Nord fuhren die Lokomotiven

- AEG 2732, DDR-Bergbaubezeichnung 1-102/44-A2
- AEG 2897, DDR-Bergbaubezeichnung 1-121/44-A2
- AEG 3334, DDR-Bergbaubezeichnung 1-141/44-A2
- AEG 3335, DDR-Bergbaubezeichnung 1-142/44-A2.[4]

Von den Lokomotiven aus dem mitteldeutschen Raum weiter ist bekannt, dass in der neugegründeten Hauptwerkstatt in Großzössen sechs Lokomotiven weiterbetrieben wurden und die Bezeichnungen 1-67 und 1-71 bis 1-75 nach dem DDR-Bezeichnungssystem erhielten. Einsatzbelege und Dauer der Einsätze aller Lokomotiven sind nicht bekannt. In den Jahren nach dem Zweiten Weltkrieg spielten sie eine entscheidende Rolle, bis sie durch neue Lokomotiven des Typs LEW EL 3 ersetzt werden konnten.
Von den bei den BKB benützten Lokomotiven verblieb die Lokomotive AEG 2075 nach der deutschen Teilung im Gebiet der DDR und wurde später zum Tagebau Großkayna umgesetzt. Die restlichen Lokomotiven wurden bis 1964 betrieben und dann ausgemustert sowie verschrottet.
Auch im Raum Senftenberg waren die Lokomotiven durch ihr Spannungssystem noch zukunftsfähig. 1957 wurden im Bereich von dem Tagebau Sedlitz noch sechs Lokomotiven betrieben. Von einer auf einem Foto abgebildeten Lokomotive auf dem Bunker der Brikettfabrik Brieske ist die Nummer 1-61/44-A2 bekannt. Vom Tagebau Sedlitz zur Brikettfabrik Brieske führte damals die Strecke nördlich am Tagebau Niemtsch an Niemtsch vorbei.
Im Bereich des Tagebaus Niemtsch wurden um die Zeit noch acht Lokomotiven AEG 45 t gemeldet. Zusätzlich existiert ein Foto, das eine Lokomotive mit der Bezeichnung 1-64/45-A2 zeigt. Eine Lokomotive mit einer Dienstmasse von 45 t befindet sich im Firmenverzeichnis von AEG nicht. Möglicherweise handelt es sich um Lokomotiven der Typenreihe, die einen Zusatzballast von 1 t erhalten haben. Die Altbaulokomotiven wurden im Raum Senftenberg bis 1964 betrieben, dann waren sie durch ausreichend LEW EL 3 entbehrlich und wurden ausgemustert sowie verschrottet.

## Technik

### Mechanik
Der mechanische und elektrische Teil wurde von der AEG gebaut. Die Lokomotiven zeigen noch dass AEG-Profil mit vorderen Scheinwerfern und Luftbehältern auf den Vorbauten. Die gesamte Seitenfront von der Vorderseite über die Führerstände bestand aus einem Blech, welches mit den anderen Teilen in Nietkonstruktion verbunden war und auf den Fahrgestellen auflag. In dem Seitenblech waren verschiedene Ausschnitte, die zum Abheben des Lokkastens von den Fahrgestellen diente. Die Lokomotiven besaßen zwei Kompressoren vom Typ VV 100/75 und einen Lüfter zum Kühlen der Fahrmotoren. Damit wurde die pneumatische Bremse beaufschlagt, die als Klotzbremse auf alle Radsätze wirkte und als indirekte Bremse zur Zugbremsung mit diente. Außerdem wurden die Lokpfeife und die Druckluftglocke damit bedient.  Bei AEG-Lokomotiven war eine Widerstandsbremse üblich, sie durfte in späteren Jahren wegen Ersatzteilmangel nicht mehr eingesetzt werden. Die Achsen besaßen eine Schleuderschmierung.

### Elektrik
Die elektrische Ausrüstung bestand aus Gleichstromtechnik, wo über die elektrische Spannung von der Fahrleitung über den Nockenfahrschalter mit der Widerstandssteuerung die elektrischen Fahrmotoren angetrieben wurden, die als Reihenschlussmaschinen ausgeführt waren. Seitens der Lieferliste AEG wurden dafür über den Zeitraum von 15 Jahren Fertigung die Motoren U 110, U 110 a und U 110 b verwendet. Auf den Vorbauten saßen ursprünglich zwei diagonal versetzte Stromabnehmer. Auch hier verwendete man anfangs Stromabnehmer mit Walzenabnehmer, die später durch die heute üblichen Schleifleisten ersetzt wurden. Später passte man sich den Einsatzbedingungen der vorherrschenden Förderbahnen an, und die Lokomotiven wurden mit zwei Hauptstromabnehmern in der Mitte und vier kleineren, daneben liegenden Seitenstromabnehmern, die schräg gelagert waren, ausgerüstet. Elektromechanische Schütze schalteten die Hilfsbetriebemotoren. Die Steuer- und Beleuchtungsspannung betrug 24 V.